# Waldemar von Gazen
Waldemar von Gazen (6 de dezembro de 1917 - 13 de janeiro de 2014) foi um oficial alemão que serviu no Deutsches Heer durante a Segunda Guerra Mundial. Foi condecorado com a Cruz de Cavaleiro da Cruz de Ferro com Folhas de Carvalho.

## Condecorações
| Cruz de Ferro (1939) 2ª Classe                                            | 29 de setembro de 1939 |
| Cruz de Ferro (1939) 1ª Classe                                            | 14 de outubro de 1939  |
| Distintivo Panzer em Bronze (3ª Classe)                                   |                        |
| Distintivo de Feridos em Prata                                            |                        |
| Distintivo de Destruição de Blindados                                     |                        |
| Cruz Germânica em Ouro                                                    | 15 de novembro de 1941 |
| Cruz de Cavaleiro da Cruz de Ferro                                        | 18 de setembro de 1942 |
| Cruz de Cavaleiro da Cruz de Ferro com Folhas de Carvalho nº 182          | 18 de janeiro de 1943  |
| Cruz de Cavaleiro da Cruz de Ferro com Folhas de Carvalho e Espadas nº 38 | 3 de outubro de 1943   |
| Mencionado na Wehrmachtbericht                                            | 3 de outubro de 1943   |